# محمد فاضلی (روزنامه‌نگار)
محمد فاضلی روزنامه‌نگار ایرانی و مدیرمسئول روزنامه ایران است. او سابقه فعالیت در چندین روزنامه و نشریه سراسری را دارد.